# L. B. King and Company Building
El L. B. King and Company Building es un edificio comercial ubicado en 1274 Library Street en Detroit, Míchigan, Estados Unidos. También se conoce como el Annis Furs Building. Fue incluido en el Registro Nacional de Lugares Históricos y designado Sitio Histórico del Estado de Míchigan en 1987.

## Historia
L. B. King nació en Detroit en 1851, se educó en la ciudad y obtuvo una licenciatura de la Universidad de Míchigan en 1874. Después de graduarse, King se unió a la empresa de vajilla y cristalería de su padre, que había sido fundada en 1849. Ascendió de rango para convertirse en presidente de la empresa en 1907, que fue cuando esta se especializó en productos de porcelana.
En 1910 King contrató a los arquitectos Rogers y MacFarlane para diseñar este edificio como sus oficinas; la estructura se completó en 1911. La empresa mantuvo su sede en el edificio hasta 1932. Ese año, Annis Furs, un peletero mayorista y minorista establecido por Newton Annis en 1887, se mudó al edificio. Usaron el edificio hasta 1983, casi el último ejemplo de la industria peletera que ayudó a fundar Detroit casi 300 años antes. En 1988, el edificio fue reformado por Frank Z. Martin.
Tanto L. B. King and Company como Annis Furs fueron firmas comerciales destacadas en la historia de Detroit. El edificio fue incluido en el Registro Nacional de Lugares Históricos y en el registro histórico del estado de Míchigan en 1987.

## Descripción
El L. B. King and Company es un edificio comercial de seis pisos con una estructura de acero con revestimiento de terracota blanca en la fachada. La fachada de los dos pisos inferiores es prácticamente toda de vidrio; los cuatro pisos superiores están divididos en cuatro secciones verticales, cada una con ventanas estilo Chicago. En la parte superior hay una elaborada cornisa neorrenacentista añadida en 1926. El edificio ejemplifica el estilo de arquitectura comercial que se utilizó ampliamente a principios del siglo XX.